# Héleq
Héleq est un fils de Manassé. Ses descendants s'appellent les Helqites.

## La famille d'Héleq
Les frères d'Héleq s'appellent Abiézer ou Iézer, Asrïel, Shèkem, Shemida et Hépher.

## La famille des Helqites
La famille des Helqites dont l'ancêtre est Héleq sort du pays d'Égypte avec Moïse,.